# Anton Dragtenweg
De Anton Dragtenweg is een straat in Paramaribo die loopt van de Cornelis Jongbawstraat naar Leonsberg.

## Naamgeving
Deze voormalige weg naar Leonsberg werd op 25 maart 1949 vernoemd naar Anton Dragten, die iets meer dan een maand daarvoor was overleden. Hij was jarenlang lid van de Koloniale Staten en werd daarnaast geëerd wegens andere grote verdiensten.

## Bouwwerken
De weg is het verlengde van de Cornelis Jongbawstraat en Mahonylaan en eindigt in Leonsberg, ter hoogte van Sidodadistraat. De weg gaat hier verder als de Verlengde Anton Dragtenweg.
De weg werd in de loop van de 20e eeuw steeds drukker. In het midden van de eeuw werd al om verbreding gevraagd en om vervanging van een smalle houten brug ter hoogte van plantage Ma Retraite. Rond die plek werden in de jaren 1950 door de eigenaar van de plantage, S. Gompers, negentien percelen verkocht waardoor er villa's gebouwd konden worden. In 1973 werd de asfaltering van de weg aanbesteed en in hetzelfde jaar werd er straatverlichting aangelegd.
Aan het eind van de weg ligt de steiger van Leonsberg. De Anton Dragtenweg loopt hier nog een stukje door. Hier zijn aan het begin van de jaren 1950 een tiental villa's gebouwd. Ook verrezen hier hotels en dure clubs. Verder bevinden zich langs de weg onder meer het Royal Care Residence Zorghotel, het Pompgemaal Rawinderkoemar Mathoera over de Sluiskreek, de Chinese ambassade, het Uruguayaanse consulaat, het opleidings- en onderzoekscentrum van Telesur en de Cleviasluis.

### Monumenten
Het volgende pand in de Anton Dragtenweg staat op de monumentenlijst:
| Omschrijving                 | Bouwjaar | Adres                | Coördinaten | Objectnummer? | Afbeelding                    |
| ---------------------------- | -------- | -------------------- | ----------- | ------------- | ----------------------------- |
| plantagehuis van Geyersvlijt |          | Anton Dragtenweg 240 |             | APO 065       | Meer afbeeldingen Upload foto |